# Nitridi
Nitridi (prema novolatinskome; nitrogenium: dušik), spojevi metala (rjeđe nemetala) s dušikom. Mogu se dobiti izravnom sintezom elemenata, zagrijavanjem metala u amonijaku ili termičkim raspadom amida. S obzirom na kemijsku vezu između dušika i metala razlikuju se nitridi solne naravi (npr. Li3N), kovalentni nitridi (npr. BN, Si3N4) i metalni nitrid (npr. CrN). Većinom su vrlo tvrdi, krti, teško taljivi i postojani na visokim temperaturama. Neki nitridi (Li3N, Mg3N2, Ca3N2, AlN) reagiraju s vodom pri čem se razvija amonijak, drugi, većinom nitridi teških metala, prema vodi su otporni.